# 열가소성 탄성중합체

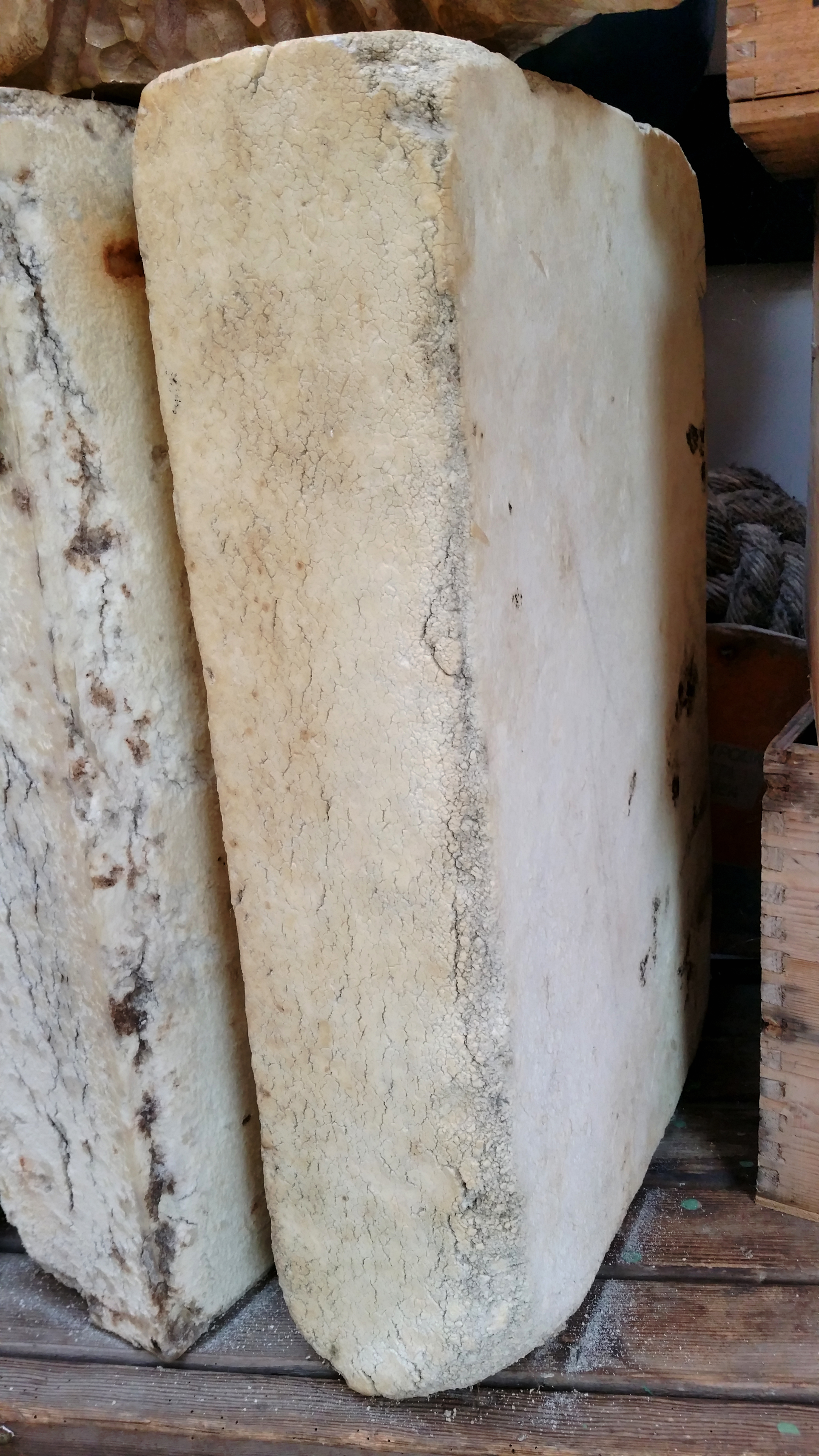

열가소성 탄성중합체(thermoplastic elastomer, TPE)는 때때로 열가소성 고무로 지칭되는 열가소성 엘라스토머(TPE)이며 열가소성 및 엘라스토머 특성을 모두 갖는 재료로 구성되는 한 부류의 공중 합체 또는 중합체의 혼합물(보통 플라스틱 및 고무)이다. 대부분의 엘라스토머는 열경화성이지만, 열가소성 수지는 예를 들어 사출 성형과 같은 제조에 비교적 사용하기 쉽다. 열가소성 엘라스토머는 고무 재료와 플라스틱 재료 모두에 전형적인 장점을 보여준다. 열가소성 엘라스토머를 사용하면 다른 재료보다 수명이 길고 물리적 범위가 더 길어지며 연신율이 적당히 늘어나 신장 할 수 있게된다.

## 같이 보기
- NBR